# アルグン部
アルグン部とは、現在のキルギス共和国セミレチエ地方一帯に居住していた集団の名称。集団としてのアルグンに関する記録はほとんどないが、13-14世紀にアルグン出身者がモンゴル帝国あるいは大元ウルスに仕え活躍したことで知られる。

## 概要
モンゴル帝国時代に東アジアに移住したいわゆる「色目人」は自らの出身部族名や出身都市名を本籍とするが、その一つとして「アルグン」の名がしばしば挙げられる。漢文史料中では阿児渾・阿児温・阿剌温・阿魯温・阿魯虎・合魯温・阿剌渾などと表記されており、Arγunという単語を転写したものとみられる。また、『輟耕録』の「色目三十一種」にも哈剌魯（カルルク）・欽察（キプチャク）・康里（カンクリ）などと並んで名が挙げられている。
古くからアルグンという概念についてモンゴル史研究者は注目していたが、「アルグン」という部族名も都市名も知られていなかったため、その位置については諸説あった。最も早期にアルグンについて言及した研究者は日本人の箭内亙で、箭内は「阿魯渾・阿魯虎・阿魯温・阿剌温は、字面の上よりするも、又その近隣諸部との関係に察するも、同一地名の音たること、略ぼ疑なかるべし。然れども、之を今の何れの地に比定すべきかに就いては、記事の不備なると、西史にも所見なきとによりて、容易に臆測すべきにあらず。ただ畏吾児に隣れる西域の地なること、之を推測するに難からざれば、恐らくは今の中央亜細亜の一部にして、当時の所謂回回又はSart-aghul内に在りしなるべし」と論じた。屠寄は『蒙兀児史記』でアルメニアの首都エレバンであると考証したが､諸史料の記述からみてアルグンは中央アジアに近い地域とみるべきで、従い難い。ブレッドシュナイダーはケルマーンシャーとバグダードの中間にあるHolvan城に比定したが、音価の類似以外に確たる証拠もない。以上の諸説が傍証に欠ける推論に過ぎないのに対し、フランスの研究者ポール・ペリオはマフムード・カーシュガリーが「ベラサグンとタラスの間の地方（正確にはisfijāb＝白水城）」を「Arġu部落」と呼んでいることに注目し、現代のArgïn/Arġun族と同じ集団であると論じた。また、ペリオはトゥルファン文書にもArγunの名が見られることに注目し、アルグンはキルギスに属する一氏族ではないかと推測した。以上の議論を踏まえ、楊志玖は「アルグン」という地域は現在のセミレチエ地方チュイ川流域であると論じている。なお、「Arγu」と「Arγun」が同じ地域を指すことは『元史』薛タラカイ伝で「阿魯虎」が明らかに中央アジア方面の一地域として挙げられていることからも立証される。
セミレチエ地方は10世紀にカラハン朝の下でイスラム化が進んだ地域であり、実際にアルグン出身を称する者はムスリム名を持つ者が多い。元代の漢文史料にはアルグン出身を称する人物が70名近く記録されており、特にハッジ・ハーシム家、チェリク・テムル家などが著名である。
また、マルコ・ポーロの『東方見聞録』には「ここにはまたアルゴンと称する種族が住んでいる。アルゴンとは『雑種』という意味だが、実際そのとおり、彼らはテンドゥクの偶像教徒とイスラーム教徒の混血から生まれた者たちである。彼らは当地の住民中で最も容貌も整い聡明でかつ商売上手である」という記述がある。これに対応する記述として、『元史』フスン伝には「オゴデイ・カアンの時代に至って命じられて阿児渾軍ならびにを回回人匠3,000戸を領し、蕁麻林に駐した（至太宗時、仍命領阿児渾軍、並回回人匠三千戸駐於蕁麻林）」とあり、この「アルグン（阿児渾）軍」こそ『東方見聞録』に見られる「アルゴン」に相当すると考えられる。なお、ここで「アルゴン」が「混血児を意味する」とされるのは、テュルク語で「野良の牡馬と家畜の雌馬から生まれた馬」を意味するarqunと混同したためではないかと指摘されている。